# Wiano (majątek)
Wiano – zabezpieczenie posagu przez męża i odwzajemnienie za niego. Celem wiana było majątkowe zabezpieczenie żony-szlachcianki na wypadek śmierci męża. Składało się z dwóch równych części: oprawy posagu (części wiana zabezpieczającej posag) i przywianku (równego co do wartości posagowi wnoszonemu przez żonę). Zwykle wiano wynosiło podwójną wysokość posagu i zapisywano je specjalnym listem wiennym.